# نادي اتحاد دير البلح لكرة اليد
نادي اتحاد دير البلح، ناد فلسطيني لكرة اليد في بلدة دير البلح في قطاع غزة.

## الإنجازات

### كأس قطاع غزة لكرة اليد 2019–20
تُوَّج فريق اتحاد دير البلح بلقب كأس “جوال” لكرة اليد لأندية غزة (دورة المرحوم أحمد الكرد)، وذلك عقب تغلبه بنتيجة (37-35) على فريق خدمات البريج، المباراة النهائية التي أقيمت أمس، على صالة الشهيد سعد صايل.